# Marion Forks
Marion Forks es un área no incorporada ubicada en el condado de Linn en el estado estadounidense de Oregón. Marion Forks se encuentra ubicada a 15 millas de Detroit.

## Geografía
Marion Forks se encuentra ubicada en las coordenadas 44°36′56″N 121°56′49″O / 44.61556, -121.94694.